# Kumkiejmy Przednie
Kumkiejmy Przednie – kolonia wsi Wokiele w Polsce, położona w województwie warmińsko-mazurskim, w powiecie bartoszyckim, w gminie Górowo Iławeckie.
W latach 1975–1998 kolonia administracyjnie należała do województwa olsztyńskiego.